# برش‌های زندگی
برش‌های زندگی (به انگلیسی: Slices of Life) فیلمی شامل گلچین بلند و ترسناک از فیلمساز مستقل آنتونی جی سامنر است که به وحشت زندگی روزمره می‌پردازد. تولید این فیلم ۴ سال طول کشید و سر انجام در سال ۲۰۱۰ به پایان رسید.

## موضوع
در داستان فیلم کلیه موارد ترسناک شامل انگل‌های جنسی، روده‌زدایی، زامبی‌ها، قاتلان زنجیره‌ای، کودکان شیاطین، شرورهای خشن، کارمندان اداره هار، بیگانگان، مومیایی‌ها، جنگجویان اسکلت، خون‌آشام‌ها، گرگینه‌ها، اژدها، مدوزا، جانوران، غول‌ها، روبات‌ها، سیکلوپ‌ها و جنین‌های خشمگین کتاب‌های طرح زندگی از گوشت پوشانده شده در برش‌های زندگی اثر آنتونی جی سامنر جمع شده‌اند (گالری ترس).
میرا (کایلی ویلیامز) دچار فراموشی شده و در مقابل یک متل کثیف کنار جاده‌ای از خواب بیدار می‌شود. او سرنخ‌هایی را برای یافتن هویت خود در صفحات سه کتاب طراحی صحافی شده جستجو می‌کند، که در هر کتاب می‌تواند نمایانگر جنبه‌ای از زندگی روزمره، که شاید زندگی او باشد.
با اطمینان از اینکه شخصیت‌های این کتاب‌ها در اطراف متل پرسه می‌زنند، واقعیت میرا شروع به فروپاشی می‌کند. آیا این تصورات واقعی است یا او دیوانه می‌شود؟ میرا ناامید به مراقبان متل روی می‌آورد تا بعدی واقعی را که در کتاب‌های پوشیده از گوشت بسته شده و سرنوشتی را که برای او در نظر گرفته‌اند کشف کند.
در خانه … در محل کار … در بازی … وحشت هرگز دور نیست."